# Сабитов, Иджад Хакович
Иджа́д Ха́кович Саби́тов (15 декабря 1937, Воскресенск, Московская область, Россия) — советский и российский математик, профессор Московского государственного университета.

## Биография
В начале Великой Отечественной войны отца мобилизовали на фронт, а мать (учительница) с тремя детьми эвакуировалась в Оренбургскую область. Здесь в башкирской деревне Канчирово Иджад поступил в начальную школу.
Окончил школу с серебряной медалью уже в районном центре. После окончания школы поступил в Таджикский государственный университет в Душанбе на отделение математики физико-математического факультета. В 1959 году окончил его с отличием и два года работал ассистентом на кафедре математического анализа этого университета. Здесь же написал свою первую работу «Об одной граничной задаче теории функций», о которой сделал доклад на Всесоюзной конференции по теории функций комплексного переменного
в 1960 г. в Ереване. Чуть позже получил далекое обобщение одной теоремы Б. Боярского из теории изгибаний и доложил его (вне программы) на Математическом съезде в Ленинграде в 1961 году. На съезде познакомился с профессором Н. В. Ефимовым.
Под влиянием Н. В. Ефимова основной темой исследований И. Х. Сабитова стала геометрия «в целом». Он активно включается в работу семинара, руководимого Н. В. Ефимовым и Э. Г. Позняком. В 1966 году Н. В. Ефимов за доказательство его знаменитой теоремы о несуществовании полной регулярной поверхности с отделенной от нуля отрицательной кривизной был удостоен Ленинской премии. Были и другие интересные результаты по геометрии поверхностей в трехмерном пространстве, полученные Э. Г. Позняком, Э. Р. Розендорном, Е. В. Шикиным и др.
В 1961 поступил в аспирантуру к Н. В. Ефимову в Московский государственный университет. Реферат для поступления в аспирантуру был опубликован в виде статьи в «Математическом сборнике».
Постановка и метод решения рассмотренной в реферате задачи впоследствии послужили темой исследований нескольких геометров, в том числе болгарских, причём исследования И. Ивановой-Каратопраклиевой, которая проходила стажировку в 1969 году в МГУ у И. Х. Сабитова, стали основой её докторской диссертации.
В 1965 защитил кандидатскую диссертацию «Поверхности Дарбу в теории бесконечно малых изгибаний», а в 1997 — докторскую диссертацию «Изометрические отображения, изгибания и объёмы в метрической теории поверхностей».
В 2005 присвоено учёное звание профессора. В настоящее время преподаёт на кафедре математического анализа
механико-математического факультета Московского государственного университета. Опубликовал около 100 научных работ.
В 1997 и 2002 И. Х. Сабитову присуждены Почётные отзывы Совета Казанского университета, данные по итогам Международного конкурса им. Н. И. Лобачевского. В 2021 году получил Медаль и премию им. Н. И. Лобачевского от Казанского федерального университета.
Лауреат премии имени М. В. Ломоносова I степени (2014) за цикл работ по метрической геометрии поверхностей и многогранников.
Женат. Супруга — Людмила Вячеславовна, сыновья — Эрик и Денис.

## Научная деятельность
Получил существенные результаты в следующих областях математики:
- обобщённая задача Римана;
- изометрические погружения и регулярность поверхностей и метрик;
- теория изгибаний поверхностей;
- теория изгибаемых многогранников.

Наиболее известна теорема Сабитова, согласно которой всякий изгибаемый многогранник в трёхмерном евклидовом пространстве сохраняет свой объём в процессе изгибания. Она доказана в 1996 и является немедленным следствием другой теоремы Сабитова, согласно которой объём любого (не обязательно изгибаемого) многогранника является корнем некоторого многочлена {\displaystyle P} от одной переменной; при этом коэффициенты {\displaystyle P} являются некоторыми многочленами от квадратов длин рёбер многогранника и полностью определяются его комбинаторным строением. Последняя теорема является далеко идущим обобщением формулы Герона.
Совместно с С. З. Шефелем, он показал, что гармонические координаты дают атлас наивысшей степени гладкости для данного Риманова многообразия.
Чуть позже эти результаты передоказали Деннис Детурк и Джерри Каждан

## Избранные труды по математике
- И. Х. Сабитов, Локальная теория изгибания поверхностей// Итоги науки и техники. Современные проблемы математики. Фундаментальные направления. ВИНИТИ. 1989. Т. 48. С. 196—270.
- И. Х. Сабитов, Объём многогранника как функция его метрики// Фундам. прикл. матем. 1996. Т. 2, No. 4. С. 1235—1246.
- И. Х. Сабитов, Обобщённая формула Герона — Тарталья и некоторые её следствия// Матем. сб. 1998. Т. 189, No. 10. С. 105—134.
- И.Х. Сабитов. Объёмы многогранников. — М.:МЦНМО, 2002. — 32 с.